# Чудовище от Мечото езеро
Чудовището от Мечото езеро е криптид, обитаващ Мечото езеро, което се намира в Северна Америка, по точно на границата между Айдахо и Юта.
То е наблюдавано от древни времена от инуитите. Множество изследователи от XIX век също описват странно същество от този район.